# Skallagrim - Into the breach
Skallagrim-Into the breach is een studioalbum van Glass Hammer. 

## Inleiding
Het album gaat voor wat betreft concept en muziek door op de met Dreaming city ingeslagen weg. De muziek van deze twee albums is namelijk steviger dan de albums die de band daarvoor maakte. Het geluid is van Yes opgeschoven naar Rush, hetgeen benadrukt wordt doordat Babbs stem, die lijkt op die van Geddy Lee, relatief vaak te horen is op dit album. Babb schreef zelf het verhaal van de teksten. Ook in de lijn der verwachting was dat de personele samenstelling van de band gewijzigd is ten opzichte van het vorige. Bogdanowicz is vervangen door Hannah Pryor, die met name de stevigere nummers zingt. Opnamen vonden plaats in de eigen geluidsstudio Sound Resources in Chattanooga (Tennessee).

## Musici
- Steve Babb - basgitaar, toetsinstrumenten, gitaar, zang
- Fred Schendel - toetsinstrumenten, gitaar, zang
- Aaron Raulston - drumstel
- Hannah Pryor - zang

met
- Reese Boyd - gitaar
- Brian Brewer - gitaar

## Muziek
| Nr. | Titel                                    | Duur |
| --- | ---------------------------------------- | ---- |
| 1.  | He’s got a girl (Babb, Schendel)         | 1:02 |
| 2.  | Anthem to Andorath (Babb, Schendel)      | 4:36 |
| 3.  | Sellsword (Babb, Schendel)               | 6:07 |
| 4.  | Steel (fleekus major) (Babb, Schendel)   | 7:27 |
| 5.  | A spell upon his mind (Babb, Schendel)   | 4:02 |
| 6.  | Moon pool (Babb, Schendel)               | 4:01 |
| 7.  | The dark (Babb, Schendel)                | 2:41 |
| 8.  | The ogre of Archon (Babb, Schendel)      | 6:11 |
| 9.  | Into the breach (Babb, Schendel)         | 7:57 |
| 10. | The forlorn hope (Babb, Schendel)        | 7:56 |
| 11. | The writing on the wall (Babb, Schendel) | 6:59 |
| 12. | Hyperborea (Babb, Schendel)              | 9:43 |
| 13. | Bright sword (Babb, Schendel)            | 1:32 |